# Thesium leandrianum
Thesium leandrianum är en sandelträdsväxtart som beskrevs av Cavaco & Keraudr.. Thesium leandrianum ingår i släktet spindelörter, och familjen sandelträdsväxter. Inga underarter finns listade i Catalogue of Life.